# 1549

## Починали
- 10 ноември – Павел III, римски папа
- 21 декември – Маргарита Наварска, кралица на Навара и френска писателка